# Manuel Mosquera Rey
Manuel Mosquera Rey (La Coruña, 26 de enero de 1999) es un futbolista español. Juega en la demarcación de delantero y su equipo actual es el Silva Sociedad Deportiva de la Tercera Federación.
Es hijo de Manuel Mosquera, delantero que jugó en el CF Extremadura, formado también en la cantera del Deportivo de La Coruña.

## Trayectoria
Nacido en La Coruña en 1999, se incorporó también a las categorías inferiores del Deportivo en 2009, con diez años.
En 2018 fue cedido al Laracha CF de Tercera División, segundo filial del Deportivo, donde debutó el 30 de septiembre de ese año en la victoria por 1-0 sobre el Racing Club Vilalbés. Mosquera marcó su primer gol en Tercera División el 17 de noviembre de 2018, consiguiendo el empate a 1 contra el Silva SD. Después de ser titular habitual en el Laracha, debutó con el filial del Deportivo, el Fabril, en Segunda División B el 19 de mayo de 2019, jugando los últimos 19 minutos en la derrota por 0-1 ante el Real Valladolid B, aunque su equipo estaba ya descendido.
El 7 de diciembre de 2019, Mosquera fichó por el Extremadura UD, entrenado por su padre, siendo inicialmente asignado al filial en Tercera. Después de la pandemia por coronavirus fue incluido en los entrenamientos del primer equipo y debutó como profesional en Segunda División el 12 de junio de 2020, sustituyendo a Víctor Pastrana en el empate 1-1 contra el Elche CF. Al finalizar la temporada regresó al Fabril.
El 6 de enero de 2021 debutó con el primer equipo del Deportivo de La Coruña en el partido de segunda ronda de la Copa del Rey contra el Alavés en Riazor, jugando como titular.
En julio de 2021 abandonaría el conjunto gallego para firmar por el CP Cacereño de la Segunda División RFEF.Tras jugar solo 5 encuentros con el conjunto extremeño el jugador gallego dejaría el club en el mercado invernal.
En enero de 2022 volvería a su tierra para firmar por el Ourense CF de la Tercera Federación donde jugaría hasta final de temporada.
El 9 de septiembre de 2022 firmaría por el Victoria CF de la Preferente Galicia.
El 24 de junio de 2023, ficha por el CSD Arzúa de la Tercera Federación.
El 3 de agosto de 2024, firma por el Silva S. D. de la Tercera Federación.

## Estadísticas
| Club                            | División | Temporada | Partidos jugados | Goles |
| ------------------------------- | -------- | --------- | ---------------- | ----- |
| Laracha CF · España             | 3.ª      | 2018-19   | 23               | 6     |
| Deportivo Fabril · España       | 2ªB      | 2018-19   | 1                | 0     |
| Deportivo Fabril · España       | 3.ª      | 2019-20   | 10               | 4     |
| Extremadura UD C · España       | 2ª Extr. | 2019-20   | 1                | 0     |
| Extremadura UD B · España       | 3.ª      | 2019-20   | 11               | 2     |
| Extremadura UD · España         | 2.ª      | 2019-20   | 5                | 0     |
| Deportivo Fabril · España       | 3.ª      | 2020-21   | 7                | 2     |
| Deportivo de La Coruña · España | 2ªB      | 2020-21   | 1                | 0     |
| CP Cacereño · España            | 2ªRFEF   | 2021-22   | 5                | 0     |
| Ourense CF · España             | 3ªRFEF   | 2021-22   | 9                | 1     |
| Victoria CF · España            | 1ª Gal   | 2022-23   | 10               | 3     |
| CSD Arzúa · España              | 3ª Fed   | 2023-24   | 18               | 1     |
| Silva S. D. · España            | 3ª Fed   | 2024-25   | 8                | 0     |